# Mišel Matičević
Mišel Matičević (Berlino Ovest, 22 aprile 1970) è un attore tedesco, di origine croata.

## Filmografia parziale

### Cinema
- Wege in die Nacht, regia di Andreas Kleinert (1999)
- Lost Killers, regia di Dito Tsintsadze (2000)
- Detective Lovelorn und die Rache des Pharao, regia di Thomas Frick (2002)
- Im Winter ein Jahr, regia di Caroline Link (2008)
- Effi Briest, regia di Hermine Huntgeburth (2009)
- Hangtime - Kein leichtes Spiel, regia di Wolfgang Groos (2009)
- Im Schatten, regia di Thomas Arslan (2010)
- Kokowääh, regia di Til Schweiger e Torsten Künstler (2011)
- Die Brücke am Ibar, regia di Michaela Kezele (2012)
- Wir waren Könige, regia di Philipp Leinemann (2014)
- Blind, regia di Christoph Gampl (2019)
- Exil, regia di Visar Morina (2020)
- Faking Bullshit - Krimineller als die Polizei erlaubt!, regia di Alexander Schubert (2020)

### Televisione
- Hotte im Paradies - film TV (2002)
- Baal - film TV (2004)
- Kalter Frühling - film TV (2004)
- Die Luftbrücke - Nur der Himmel war frei - film TV (2005)
- Eine Stadt wird erpresst - film TV (2006)
- Blackout - Die Erinnerung ist tödlich - miniserie TV, 6 episodi (2007)
- Das Gelübde - film TV (2007)
- Im Angesicht des Verbrechens - serie TV, 9 episodi (2010)
- Schnell ermittelt - serie TV, 9 episodi (2012)
- Die Geisterfahrer - film TV (2012)
- Last Cop - L'ultimo sbirro (Der letzte Bulle) - serie TV, 3 episodi (2014)
- Dolce settembre (Süßer September) - film TV (2015)
- Operation Zucker - Jagdgesellschaft - film TV (2016)
- Il commissario Lanz (Die Chefin) - serie TV, 3 episodi (2013-2017)
- Dogs of Berlin - serie TV, 7 episodi (2018)
- Tatort - serie TV, 8 episodi (1998-2018)
- Oktoberfest: birra e sangue (Oktoberfest: Beer & Blood) - miniserie TV, 6 episodi (2020)
- Il codice da un miliardo di dollari (The Billion Dollar Code) - miniserie TV, 4 episodi (2021)
- Lauchhammer - Tod in der Lausitz - miniserie TV, 6 episodi (2022)
- Babylon Berlin - serie TV, 33 episodi (2017-2022)